# Kanton Rochefort
Der Kanton Rochefort ist ein französischer Kanton im Arrondissement Rochefort, im Département Charente-Maritime und in der Region Nouvelle-Aquitaine. Sein Zuschnitt entspricht demjenigen der Gemeinde Rochefort. Bei der landesweiten Neuordnung der französischen Kantone wurde er 2015 neu geschaffen, nachdem Rochefort vorher in die drei Kantone Rochefort-Centre, Rochefort-Nord und Rochefort-Sud aufgeteilt war.

## Gemeinden
Der Kanton ist identisch mit der Gemeinde Rochefort.

## Politik
| Vertreter im Departementrat | Vertreter im Departementrat     | Vertreter im Departementrat |
| Amtszeit                    | Namen                           | Partei                      |
| --------------------------- | ------------------------------- | --------------------------- |
| 2015–                       | Caroline Campodarve Gérard Pons | UMP                         |